# Luis Felipe Serrate
Luis Felipe Serrate (Huesca, 5 de abril de 1962) es un político español del PSOE. Fue alcalde de Huesca por el PSOE entre 2010 y 2011 y entre 2015 y 2023.

## Biografía

### Trayectoria política
Concejal en el Ayuntamiento desde 2003, ocupó la máxima responsabilidad, siendo alcalde de la capital oscense durante casi un año entre 2010 y 2011.
Portavoz del Grupo Municipal Socialista en el Consistorio oscense y portavoz del Grupo Socialista de la Diputación Provincial de Huesca. Secretario general del PSOE en la ciudad, pertenece a la Ejecutiva Provincial del partido como secretario de Participación Ciudadana y Movimientos Sociales. Ha coordinado diversas campañas electorales de la Agrupación Local de Huesca.
Comenzó muy joven en política. A partir de 1979, se implica en la gestación y desarrollo del PSOE en los ámbitos comarcales. Fue concejal en el Ayuntamiento de Castejón de Monegros (Huesca), de 1999 a 2003.
Es licenciado en Ciencias Políticas y Sociología, además de diplomado en Trabajo Social. Pertenece al cuerpo técnico de la Fundación Municipal de Servicios Sociales del Ayuntamiento de Huesca. Cursó el programa de Doctorado en Estado Social y Suficiencia Investigadora en la Universidad Pontificia de Salamanca.